# Liste der Gouverneure der West Coast Region
Die Liste der Gouverneure der West Coast Region listet die Regional-Gouverneure, also die obersten Vertreter der Regierung, in der West Coast Region des westafrikanischen Staates Gambia.

## Liste
Aufgrund der Quellenlage ist die Liste unvollständig und wird stetig ergänzt.
| Zeitraum                        | Amtsinhaber in der West Coast Region |
| ------------------------------- | ------------------------------------ |
| bis 1998                        | Dembo M. Badjie (* 1952)             |
| 1998–2001                       | Famara R. I. Jammeh                  |
| um 2000 bis Juli 2002           | Ebrima K. Sarr                       |
| ab Juli 2002                    | Momodou Lamin Jobarteh               |
| vor 8/2005                      | Ebrima Janko Sanyang                 |
| –2006                           | Abdou F. M. Badjie                   |
| 2006                            | Eduwarr Seckan                       |
| 2006–2008                       | Abdou F. M. Badjie                   |
| 2008 bis Mai 2014               | Lamin Sanneh                         |
| Mai 2014 bis 2017               | Aminata Sifai Hydara                 |
| 6. März 2017 bis 8. Januar 2018 | Ebrima Mballow                       |
| ab 8. Januar 2018               | Bakary Sanyang                       |
| um April 2020 bis Juni 2022     | Lamin Sanneh                         |
| Juni 2022 bis Juni 2024         | Ousman J. Bojang                     |
| ab Juni 2024                    | Fanta Bojang Samateh-Manneh          |

Nicht enthalten in der Liste: Sulayman Masanneh Ceesay (1939–2015), er diente als Divisional Commissioner allen fünf Divisionen (heute Regionen). Der Zeitraum ist noch unbelegt.